# Mistrzostwa Świata w Piłce Nożnej 2010 (eliminacje strefy UEFA)/Grupa 4
W Grupie 4 eliminacji do MŚ 2010 brały udział następujące zespoły:
- Niemcy
- Rosja
- Finlandia
- Walia
- Azerbejdżan
- Liechtenstein

## Tabela
| Miejsce | Drużyna       | Mecze | Punkty | Zwyc. | Rem. | Por. | Bramki |
| ------- | ------------- | ----- | ------ | ----- | ---- | ---- | ------ |
| 1       | Niemcy        | 10    | 26     | 8     | 2    | 0    | 26-5   |
| 2       | Rosja         | 10    | 22     | 7     | 1    | 2    | 19-6   |
| 3       | Finlandia     | 10    | 18     | 5     | 3    | 2    | 14-14  |
| 4       | Walia         | 10    | 12     | 4     | 0    | 6    | 9-12   |
| 5       | Azerbejdżan   | 10    | 5      | 1     | 2    | 7    | 4-14   |
| 6       | Liechtenstein | 10    | 2      | 0     | 2    | 8    | 2-23   |

|               | Azerbejdżan | Finlandia | Niemcy | Liechtenstein | Rosja | Walia |
| ------------- | ----------- | --------- | ------ | ------------- | ----- | ----- |
| Azerbejdżan   | X           | 1:2       | 0:2    | 0:0           | 1:1   | 0:1   |
| Finlandia     | 1:0         | X         | 3:3    | 2:1           | 0:3   | 2:1   |
| Niemcy        | 4:0         | 1:1       | X      | 4:0           | 2:1   | 1:0   |
| Liechtenstein | 0:2         | 1:1       | 0:6    | X             | 0:1   | 0:2   |
| Rosja         | 2:0         | 3:0       | 0:1    | 3:0           | X     | 2:1   |
| Walia         | 1:0         | 0:2       | 0:2    | 2:0           | 1:3   | X     |

## Wyniki
| 6 września 2008 16.00 CET | Walia · Vokes 82' | 1:0(0:0) | Azerbejdżan | Millennium Stadium, Cardiff · Widzów: 17 106 · Sędzia: Stawrew ( Macedonia Północna) |
|                           |                   |          |             |                                                                                      |

| 6 września 2008 20.45 CET | Liechtenstein | 0:6(0:1) | Niemcy · Podolski 21' 48' · Rolfes 65' · Schweinsteiger 66' · Hitzlsperger 76' · Westermann 87' | Rheinpark Stadion, Vaduz Widzów: 6 021 Sędzia: Duarte Gomes (Portugalia) |
|                           |               |          |                                                                                                 |                                                                          |

| 10 września 2008 17.00 CET | Rosja · Pawluczenko 22' (k) · Pogriebniak 81' | 2:1(1:0) | Walia · Ledley 67' | Stadion Lokomotiwu, Moskwa Widzów: 28 000 Sędzia: Damir Skomina (Słowenia) |
|                            |                                               |          |                    |                                                                            |

| 10 września 2008 18.00 CET | Azerbejdżan | 0:0(0:0) | Liechtenstein | Stadion Tofiqa Bəhramova, Baku Widzów: 25 000 Sędzia: Cwetan Georgijew (Bułgaria) |
|                            |             |          |               |                                                                                   |

| 10 września 2008 19.35 CET | Finlandia · Johansson 32' · Väyrynen 43' · Sjölund 53' | 3:3(2:2) | Niemcy · Klose 38' 45' 83' | Stadion Olimpijski, Helsinki Widzów: 37 150 Sędzia: Viktor Kassai (Węgry) |
|                            |                                                        |          |                            |                                                                           |

| 11 października 2008 16.00 CET | Finlandia · Forssell 62' (k) | 1:0(0:0)Raport | Azerbejdżan | Stadion Olimpijski, Helsinki · Widzów: 22 480 · Sędzia: William Collum ( Szkocja) |
|                                |                              |                |             |                                                                                   |

| 11 października 2008 18.30 CET | Walia · Edwards 42' · Evans 80' | 2:0(1:0)Raport | Liechtenstein | Millennium Stadium, Cardiff · Widzów: 13 356 · Sędzia: Thomas Vejlgaard ( Dania) |
|                                |                                 |                |               |                                                                                  |

| 11 października 2008 20.45 CET | Niemcy · Podolski 9' · Ballack 28' | 2:1(2:0)Raport | Rosja · Arszawin 51' | Westfalenstadion, Dortmund · Widzów: 65 607 · Sędzia: Peter Fröjdfeldt ( Szwecja) |
|                                |                                    |                |                      |                                                                                   |

| 15 października 2008 19.00 CET | Rosja · Pasanen 23' (o.g.) · Lampi 65' (o.g.) · Arszawin 88' | 3:0(1:0) | Finlandia | Stadion Lokomotiwu, Moskwa · Widzów: 28 000 · Sędzia: Kyros Wasaras ( Grecja) |
|                                |                                                              |          |           |                                                                               |

| 15 października 2008 20.45 CET | Niemcy · Trochowski 72' | 1:0(0:0) | Walia | Borussia-Park, Mönchengladbach · Widzów: 44 500 · Sędzia: Laurent Duhamel ( Francja) |
|                                |                         |          |       |                                                                                      |

| 28 marca 2009 16.00 CET | Walia | 0:2(0:1) | Finlandia · Johansson 42' · Kuqi 90' | Millennium Stadium, Cardiff · Widzów: 22 604 · Sędzia: Eduardo Iturralde González ( Hiszpania) |
|                         |       |          |                                      |                                                                                                |

| 28 marca 2009 15.00 CET | Rosja · Pawluczenko 31' · Zyrianow 71' | 2:0(1:0) | Azerbejdżan | Stadion Łużniki, Moskwa · Widzów: 62 000 · Sędzia: Serge Gumienny ( Belgia) |
|                         |                                        |          |             |                                                                             |

| 28 marca 2009 20.00 CET | Niemcy · Ballack 4' · Jansen 9' · Schweinsteiger 48' · Podolski 50' | 4:0(2:0) | Liechtenstein | Zentralstadion, Leipzig · Widzów: 43 368 · Sędzia: Igor Iszczenko ( Ukraina) |
|                         |                                                                     |          |               |                                                                              |

| 1 kwietnia 2009 20.45 CET | Walia | 0:2(0:1) | Niemcy · Ballack 11' · Williams 48' (sam.) | Millennium Stadium, Cardiff · Widzów: 22 064 · Sędzia: Terje Hauge ( Norwegia) |
|                           |       |          |                                            |                                                                                |

| 1 kwietnia 2009 19.30 CET | Liechtenstein | 0:1(0:1) | Rosja · Zyrianow 38' | Rheinpark Stadion, Vaduz · Widzów: 5 679 · Sędzia: David McKeon ( Irlandia) |
|                           |               |          |                      |                                                                             |

| 6 czerwca 2009 20.45 CET | Azerbejdżan | 0:1(0:1) | Walia · Edwards 41' | Stadion Tofiqa Bəhramova, Baku · Widzów: 26 728 · Sędzia: Markus Strömbergsson ( Szwecja) |
|                          |             |          |                     |                                                                                           |

| 6 czerwca 2009 18.00 CET | Finlandia · Forssell 33' · Johansson 71' | 2:1(1:1) | Liechtenstein · Frick 13' | Stadion Olimpijski, Helsinki · Widzów: 20 319 · Sędzia: Libor Kovařík ( Czechy) |
|                          |                                          |          |                           |                                                                                 |

| 10 czerwca 2009 19.30 CET | Finlandia | 0:3(0:1) | Rosja · Kierżakow 26' 53' · Zyrianow 71' | Stadion Olimpijski, Helsinki · Widzów: 37 028 · Sędzia: Konrad Plautz ( Austria) |
|                           |           |          |                                          |                                                                                  |

| 12 sierpnia 2009 18.00 CET | Azerbejdżan | 0:2(0:1) | Niemcy · Schweinsteiger 12' · Klose 54' | 22 500 · Widzów: 55 000 · Sędzia: Alan Kelly ( Irlandia) |
|                            |             |          |                                         |                                                          |

| 5 września 2009 17.00 CET | Azerbejdżan · Məmmədov 49' | 1:2(0:0) | Finlandia · Heikkinen 74' · Pasanen 85' | Lankaran City, Lankaran · Widzów: 12 000 · Sędzia: Stelios Trifonos ( Cypr) |
|                           |                            |          |                                         |                                                                             |

| 5 września 2009 17.00 CET | Rosja · Bieriezucki 17' · Pawluczenko 40' (k) 45' (k) | 3:0(3:0) | Liechtenstein | Stadion Pietrowski, Petersburg · Widzów: 20 500 · Sędzia: Augustus Constantin ( Rumunia) |
|                           |                                                       |          |               |                                                                                          |

| 9 września 2009 20.45 CET | Walia · Collins 53' | 1:3(0:1) | Rosja · Siemszow 36' · Ignaszewicz 71' · Pawluczenko 90+1' | Millennium Stadium, Cardiff · Widzów: 14 505 · Sędzia: Jorge Sousa ( Portugalia) |
|                           |                     |          |                                                            |                                                                                  |

| 9 września 2009 19.30 CET | Liechtenstein · Polverino 75' | 1:1(0:0) | Finlandia · Litmanen 74' (karny) | Rheinpark Stadion, Vaduz · Widzów: 3 132 · Sędzia: Novo Panic ( Bośnia i Hercegowina) |
|                           |                               |          |                                  |                                                                                       |

| 9 września 2009 20.45 CET | Niemcy · Ballack 14' (k) · Klose 55' 65' · Podolski 71' | 4:0(1:0) | Azerbejdżan | AWD-Arena, Hanower · Widzów: 35 369 · Sędzia: Anastasios Kakos ( Grecja) |
|                           |                                                         |          |             |                                                                          |

| 10 października 2009 15.00 CET | Finlandia · Porokara 5' · Moisander 77' | 2:1(1:1) | Walia · Bellamy 18' | Stadion Olimpijski, Helsinki · Widzów: 14 000 · Sędzia: Milorad Mažić ( Serbia) |
|                                |                                         |          |                     |                                                                                 |

| 10 października 2009 17.00 CET | Rosja | 0:1(0:1) | Niemcy · Klose 34' | Stadion Łużniki, Moskwa · Widzów: 72 100 · Sędzia: Massimo Busacca ( Szwajcaria) |
|                                |       |          |                    |                                                                                  |

| 10 października 2009 | Liechtenstein | 0:2(0:0) | Azerbejdżan · Javadov 55' · Məmmədov 82' | Rheinpark Stadion, Vaduz · Widzów: 1 635 · Sędzia: Pavle Radovanovic ( Czarnogóra) |
|                      |               |          |                                          |                                                                                    |

| 14 października 2009 | Azerbejdżan · Javadov 53' | 1:1(0:1) | Rosja · Arszawin 13' | Stadion Tofiqa Bəhramova, Baku · Widzów: 24 000 · Sędzia: Howard Webb ( Anglia) |
|                      |                           |          |                      |                                                                                 |

| 14 października 2009 | Niemcy · Podolski 90' | 1:1(0:1) | Finlandia · Johansson 11' | HSH Nordbank Arena, Hamburg · Widzów: 51 500 · Sędzia: Martin Atkinson ( Anglia) |
|                      |                       |          |                           |                                                                                  |

| 14 października 2009 | Liechtenstein | 0:2(0:1) | Walia · Vaughan 16' · Ramsey 80' | Rheinpark Stadion, Vaduz · Widzów: 1 858 · Sędzia: Sten Kaldma ( Estonia) |
|                      |               |          |                                  |                                                                           |